# Люшня (округ)

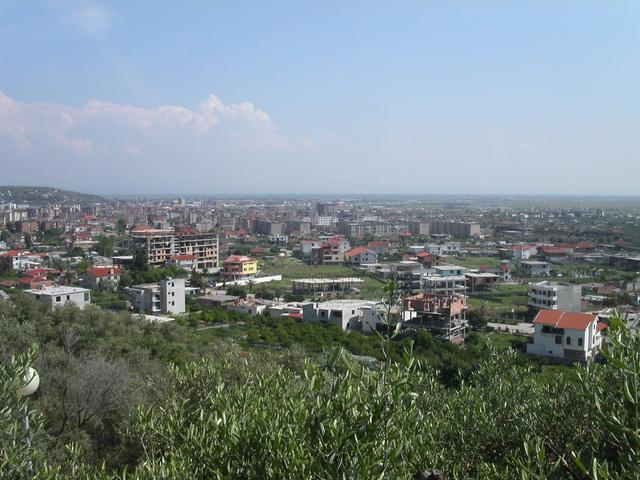
Город Люшня

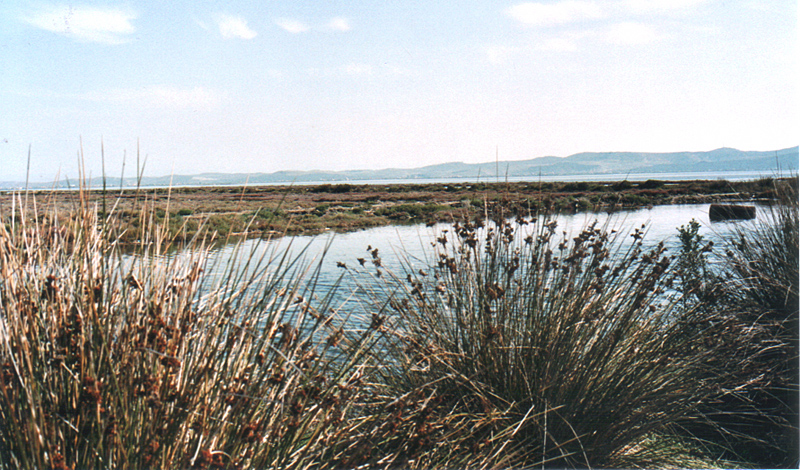
Вид на лагуну Караваста

Лю́шня (алб. Rrethi i Lushnjës) — один из 36 округов Албании.
Округ занимает территорию 712 км² и относится к области Фиери. Административный центр — город Люшня.
Люшня входит в число пяти самых густонаселённых округов в Албании.

## Географическое положение
Округ находится в северной части равнины Мюзеке. По мере приближения к западу, равнина ограничивается грядами холмов Дивьяка и примыкающими к ней с юга Арденика. На востоке равнина переходит в холмы. На севере естественную границу округа образует река Шкумбини, а на западе он омывается Адриатическим морем.
К западу от города Люшня находится лагуна Караваста, отделённая от моря дюнами и болотиной. Эта лагуна с солоноватой водой, находящаяся между устьями рек Шкумбини и Семани, и окружающая территория относятся к важнейшим природным заповедникам Албании. С 1994 года национальный парк «Хвойная Дивьяка» (Pisha e Divjakës) охраняется международной Рамсарской конвенцией. В лагуне обитают многие виды редких птиц, среди прочих — редкие виды пеликанов.
Побережье поросло пиниями, давшими парку его название. В будущем эта часть округа может стать значимой для туризма: уже сейчас в небольших гостиницах на берегу отдыхают албанцы.

## История
Долина Мюзеке была заболочена ещё во время Второй мировой войны. На осушении болот работали политзаключённые, а многие деревни округа стали местом ссылки их семей, занятых на сельскохозяйственных работах и не имевших право покидать место жительства.

## Экономика и промышленность
Наряду с развивающимся туризмом округ живёт преимущественно сельским хозяйством. Долина Мюзеке — житница Албании. Единственным крупным населённым пунктом кроме Люшни в округе считается Дивьяка (7000 жителей), расположенная к северу от лагуны Караваста в 10 км от моря.

## Достопримечательности
Известной достопримечательностью округа Люшня является православный монастырь Арденика. Он расположен на вершине холма недалеко от дороги в Фиери.

## Административное деление
Округ территориально разделён на два города: Люшня, Дивьяка и 14 общин: Allkaj, Ballagat, Бубулима (Bubullima), Dushk, Fier Shegan, Golem, Grabian, Gradishta, Hysgjokaj, Karbunara, Kolonja, Krutja, Remas, Tërbuf.